# Akira Ishihama
Pour les articles homonymes, voir Ishihama.
Akira Ishihama (石濱 朗, Ishihama Akira), né le 29 janvier 1935 à Tokyo et mort le 26 juillet 2022, est un acteur japonais. 

## Biographie
Akira Ishihama apparaît pour la première fois au cinéma à l'âge de 16 ans dans Enfance de Keisuke Kinoshita en 1951.
Parmi ses rôles les plus emblématiques figurent ceux de l'étudiant Mizuhara dans La Danseuse d'Izu (1954) de Yoshitarō Nomura et celui de Motome Chijiwa, le rōnin contraint de se suicider avec une lame en bambou, dans Hara-kiri (1962) de Masaki Kobayashi.
Depuis 2009, il est président de la Japan Film Actors Association.
Il a tourné dans plus de 80 films entre 1951 et 2019,. Il apparaît également dans de nombreuses séries télévisées.
Atteint de sénilité, Akira Ishihama meurt le 26 juillet 2022 à l'âge de 87 ans dans un hôpital de la préfecture de Saitama.

## Filmographie partielle

### Au cinéma
- 1951 : Enfance (少年期, Shōnenki?) de Keisuke Kinoshita
- 1951 : Feux d'artifice sur la mer (海の花火, Umi no hanabi?) de Keisuke Kinoshita

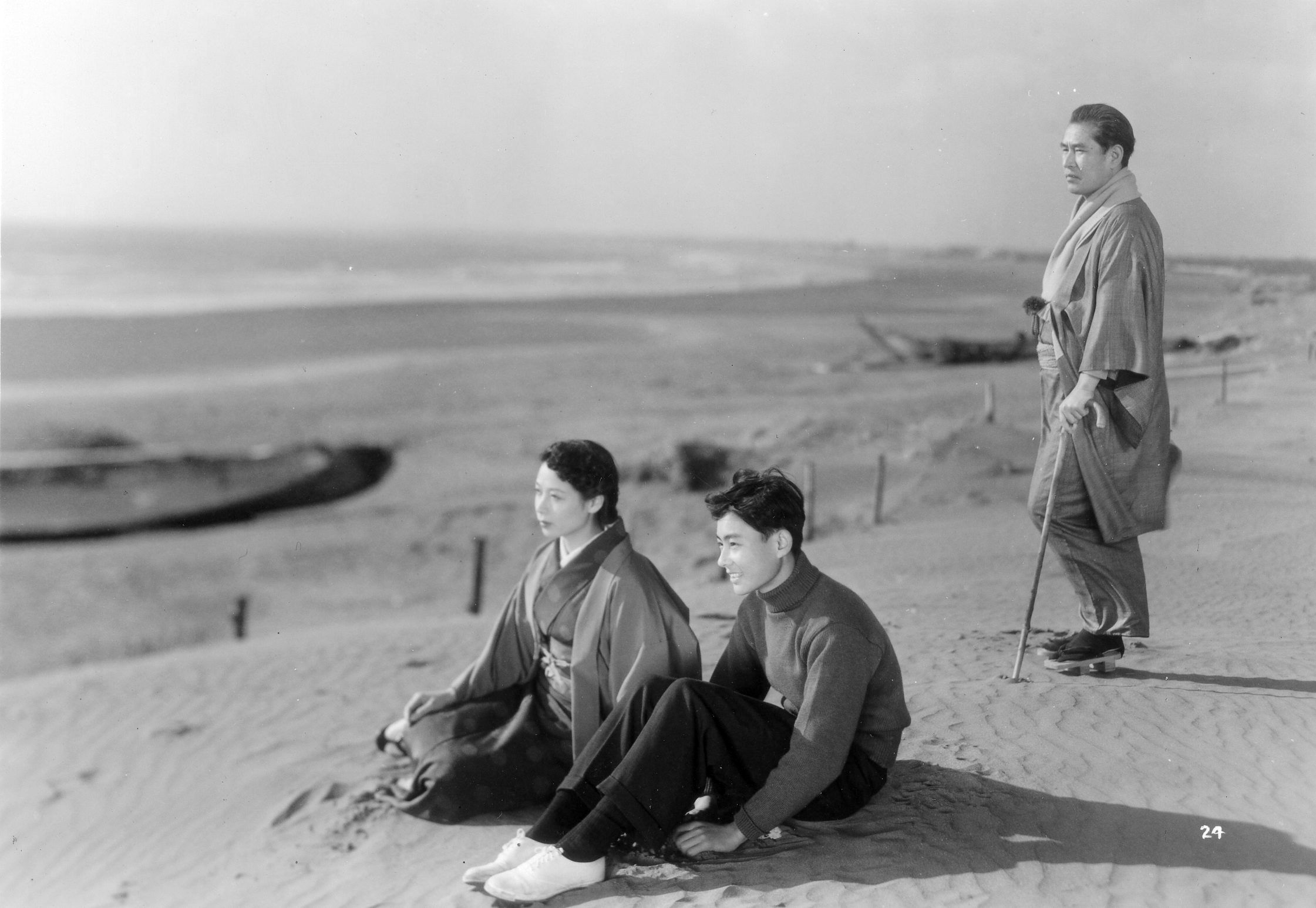
Chikage Awashima, Akira Ishihama et Shin Saburi dans Vagues (1952).

- 1952 : Vagues (波, Nami?) de Noboru Nakamura : Shun
- 1952 : Futatsu no hana (二つの花?) de Hideo Ōba
- 1952 : La Jeunesse du fils (息子の青春, Musuko no seishun?) de Masaki Kobayashi
- 1952 : Hato (鳩?) de Yoshitarō Nomura
- 1953 : Le Cœur sincère (まごころ, Magokoro?) de Masaki Kobayashi : Hiroshi Ariga
- 1954 : La Danseuse d'Izu (伊豆の踊子, Izu no odoriko?) de Yoshitarō Nomura : Mizuhara
- 1954 : Kaze tachinu (風立ちぬ?) de Kōji Shima
- 1954 : Quelque part sous le ciel immense (この広い空のどこかに, Kono hiroi sora no dokoka ni?) de Masaki Kobayashi
- 1954 : Niisan no aijō (兄さんの愛情?) de Seiji Maruyama et Nobuo Nakagawa
- 1955 : Mama yoko o muitete (ママ横をむいてて?) de Manao Horiuchi
- 1955 : Nuages lointains (遠い雲, Tōi kumo?) de Keisuke Kinoshita
- 1955 : Moyuru kagiri (燃ゆる限り?) de Kenkichi Hara
- 1955 : Le Christ en bronze (青銅の基督, Seidō no Kirisuto?) de Minoru Shibuya : Kichisaburo
- 1955 : Akogare (あこがれ?) de Noboru Nakamura
- 1955 : Wakaki ushio (若き潮?) de Manao Horiuchi
- 1956 : Traces de femmes (女の足あと, Onna no ashiato?) de Minoru Shibuya
- 1956 : Shiroi magyo (白い魔魚?) de Noboru Nakamura
- 1956 : Tsuruhachi Tsurujirō (鶴八鶴次郎?) de Tatsuo Ōsone
- 1956 : Namida (涙?) de Yoshirō Kawazu
- 1956 : Le Soleil et la Rose (太陽とバラ, Taiyō to bara?) de Keisuke Kinoshita
- 1957 : Le Filet rouge (海人舟より 禁男の砂, Amabune yori: Kindan no suna?) de Manao Horiuchi
- 1957 : Élégie du Nord (晩歌, Banka?) de Heinosuke Gosho : Mikio Fusada
- 1957 : Hadairo no tsuki (肌色の月?) de Toshio Sugie
- 1957 : Le Quartier des fous (気違い部落, Kichigai buraku?) de Minoru Shibuya
- 1958 : Hanayome no onoroke (花嫁のおのろけ?) de Yoshitarō Nomura
- 1958 : Onna de aru koto (女であること?) de Yūzō Kawashima
- 1958 : Gekkyū 13,000-en (月給13,000円?) de Yoshitarō Nomura
- 1958 : Aozora yo itsu made mo (青空よいつまでも?) de Yoshirō Kawazu
- 1958 : Kamitsukareta kaoyaku (噛みつかれた顔役?) de Noboru Nakamura
- 1959 : Il n'y a pas de plus grand amour (人間の条件 第一部純愛篇、第二部激怒篇?) de Masaki Kobayashi
- 1959 : La Tenture de fleurs (花のれん, Hana noren?) de Shirō Toyoda
- 1959 : Kōfuku na kazoku (幸福な家族?) de Kenkichi Hara
- 1959 : L'Oiseau des printemps révolus (惜春鳥, Sekishunchō?) de Keisuke Kinoshita
- 1959 : Tesaguri no seishun (手さぐりの青春?) de Yoshirō Kawazu
- 1959 : Asu e no seisō (明日への盛装?) de Noboru Nakamura
- 1960 : Tsūkai naru hanamuko (痛快なる花婿?) de Kenkichi Hara
- 1960 : Nami no tō (波の搭?) de Noboru Nakamura
- 1961 : Un amour éternel (永遠の人, Eien no hito?) de Keisuke Kinoshita : Yutaka
- 1962 : Au Paradis des ivrognes (酔っぱらい天国, Yopparai tengoku?) de Minoru Shibuya
- 1962 : Sanga ari (山河あり?) de Zenzō Matsuyama
- 1962 : Hara-kiri (切腹, Seppuku?) de Masaki Kobayashi : Motome Chijiwa
- 1964 : Hakujitsumu (白日夢?) de Tetsuji Takechi
- 1965 : Kuroi yuki (黒い雪?) de Tetsuji Takechi
- 1968 : Kaidan yukijorō (怪談雪女郎?) de Tokuzō Tanaka
- 1969 : Orgies sadiques de l'ère Edo (残酷異常虐待物語 元禄女系図, Zankoku ijō gyakutai monogatari: Genroku onna keizu?) de Teruo Ishii
- 1976 : Zone stérile (不毛地帯, Fumō chitai?) de Satsuo Yamamoto
- 1977 : Furenzoku satsujin jiken (不連続殺人事件?) de Chūsei Sone
- 1977 : Totsuzen arashi no yōni (突然、嵐のように?) de Shigeyuki Yamane
- 1979 : Akuma ga kitarite fue o fuku (悪魔が来りて笛を吹く?) de Kōsei Saitō
- 1992 : Shin: Kamen Rider Prologue (真・仮面ライダー 序章(プロローグ), Shin Kamen Raidā: Purorōgu?) de Makoto Tsuji (ja) : Daimon Kazamatsuri
- 1995 : Himeyuri no tō (ひめゆりの塔?) de Seijirō Kōyama : Hirosawa
- 1996 : Le Village aux huit tombes (八つ墓村, Yatsu haka mura?) de Kon Ichikawa
- 1997 : Yūkai (誘拐?) de Takao Okawara
- 2004 : Ishii no otōsan arigatō (石井のおとうさんありがとう?) de Hisako Yamada
- 2004 : Dōsōkai (同窓會?) de Kan Mukai (en)
- 2006 : Fude-ko sono ai: Tenshi no piano (筆子・その愛 天使のピアノ?) de Hisako Yamada
- 2019 : Mitorishi (誘拐?) de Mitsuhito Shiraha (ja)

### À la télévision
- 1968 : Ryōma ga yuku (竜馬がゆく?) (série TV)
- 1981 : Onna taikōki (おんな太閤記?) (série TV)
- 1986-1987 : Supernova Flashman (超新星フラッシュマン, Chōshinsei furasshuman?) (série TV) : Dr Tokimura
- 1989-1990 : Jiban (機動刑事ジバン, Kidō Keiji Jiban?) (série TV) : Yanagida